# 재일한국민주통일연합 간첩 사건
재일한국민주통일연합 간첩 사건(在日韓國民主統一聯合間諜事件) 또는 줄여서 한민통 간첩 사건 또는 재일동포유학생 간첩 사건(在日同胞留學生間諜事件)은 1977년 한국민주회복통일촉진국민회의의 간부로부터 지령을 받고 국가기밀을 탐지ㆍ수집했다는 혐의를 적용하여 재일동포 유학생들을 간첩으로 조작한 사건이다.
재일동포 출신으로 서울에서 유학생활을 하던 김정사와 유성삼은 1977년 4월 보안사에 체포돼 20여일간 불법구금됐다. 1977년 6월 이들은 국가보안법상 간첩 혐의 등으로 기소됐다. 1978년 6월 19일 대법원은 김정사에게 국가보안법을 적용 징역 10년을 선고했다. 유정삼에게는 징역 3년 6월을 선고했다. 법원은 이들의 판결을 바탕으로 한국민주회복통일촉진국민회의를 반국가단체로 규정했다.
2010년 3월 24일 진실화해위원회는 이 사건이 수사기관의 강압적인 수사로 조작됐다고 밝혔다. 진실화해위 조사 결과 김정사는 민간인 수사권이 없는 보안사에 연행돼 장기간 불법 구금상태에서 구타, 물고문, 전기고문 등 가혹행위를 당했고 한민통 소속 재일지도원의 지령에 따라 국내에 잠입해 간첩행위를 했다는 등 허위 사실을 자백한 것으로 확인됐다.
서울고법 형사8부는 2011년 9월 23일 이 사건으로 실형을 선고받고 복역했던 김정사와 유성삼이 청구한 국가보안법 위반 재심 재판에서 무죄를 선고했다. 재심 재판부는 이들의 간첩혐의에 대해 “영장 없는 구속과 고문, 계속된 위협으로 이뤄진 자백은 증거가 되지 못한다”며 “김씨가 일본에서 한민통 대표를 만났을 때 그가 대표라는 사실을 알고 있었다고 볼 증거가 없다”고 밝혔다.
이 사건은 1980년 김대중 내란음모 사건 당시 '김대중 전 대통령이 한민통 결성을 준비하고 의장활동을 했다'는 부분에 영향을 미쳐 김 전 대통령의 사형 선고 근거로 이용되기도 했다.
2012년 10월 3일 보안사에 의해 조작된 또 다른 피해자 재일교포 60살 이헌치가 상고심에서 무죄가 확정됐다. 대법원은 국가보안법과 반공법 위반 등의 혐의로 기소돼 15년 간 복역한 재일교포 이 씨에 대한 상고심에서 무죄를 선고한 원심을 확정하면서, "무죄를 선고한 원심은 자유심증주의 한계를 벗어나거나 국가보안법 위반죄에서의 이적표현물 소지, 재심절차에서의 증거판단 등에 관한 법리를 오해하는 등의 위법이 없다"고 설명했다. 일본에서 건너와 1979년 삼성전자에 입사한 이헌치는 1981년 10월 보안사 수사관에 의해 영장 없이 체포돼 '고문 수사'를 받았다.

## 같이 보기
- 재일한국민주통일연합
- 김기춘